# Hikaru Ozawa
Hikaru Ozawa (japanisch 小澤 光 Ozawa Hikaru; * 9. März 1988 in der Präfektur Kanagawa) ist ein ehemaliger japanischer Fußballspieler.

## Karriere
Ozawa erlernte das Fußballspielen in der Schulmannschaft der Ueda Nishi High School und der Universitätsmannschaft der Toin University of Yokohama. Seinen ersten Vertrag unterschrieb er 2010 bei YSCC Yokohama. Am Ende der Saison 2011 stieg der Verein in die Japan Football League auf. Am Ende der Saison 2013 stieg der Verein in die J3 League auf. Für den Verein absolvierte er 224 Ligaspiele. Ende 2018 beendete er seine Karriere als Fußballspieler.